# August von Degenfeld-Schonburg

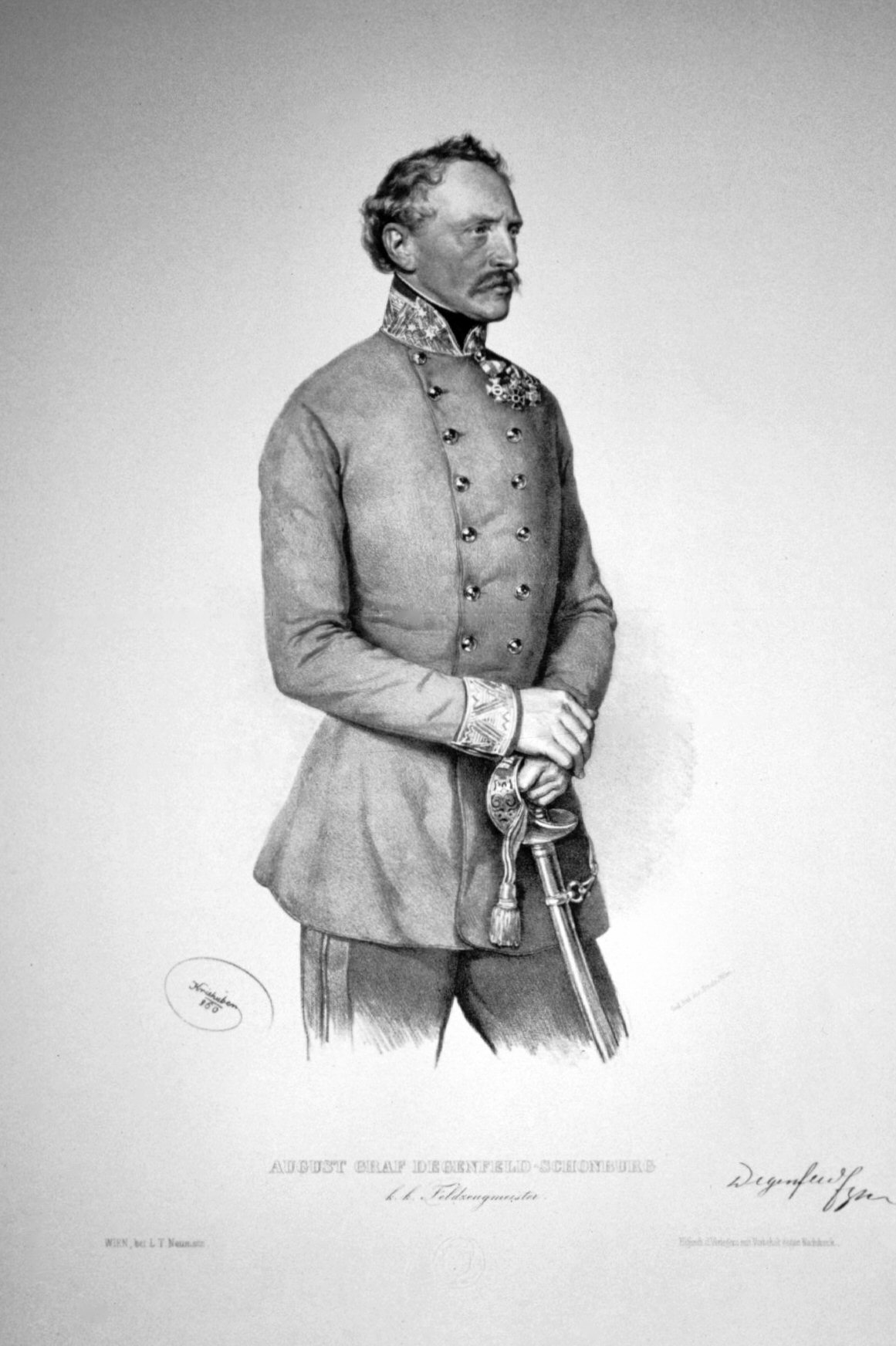
August von Degenfeld-Schonburg, Lithographie von Josef Kriehuber, 1860

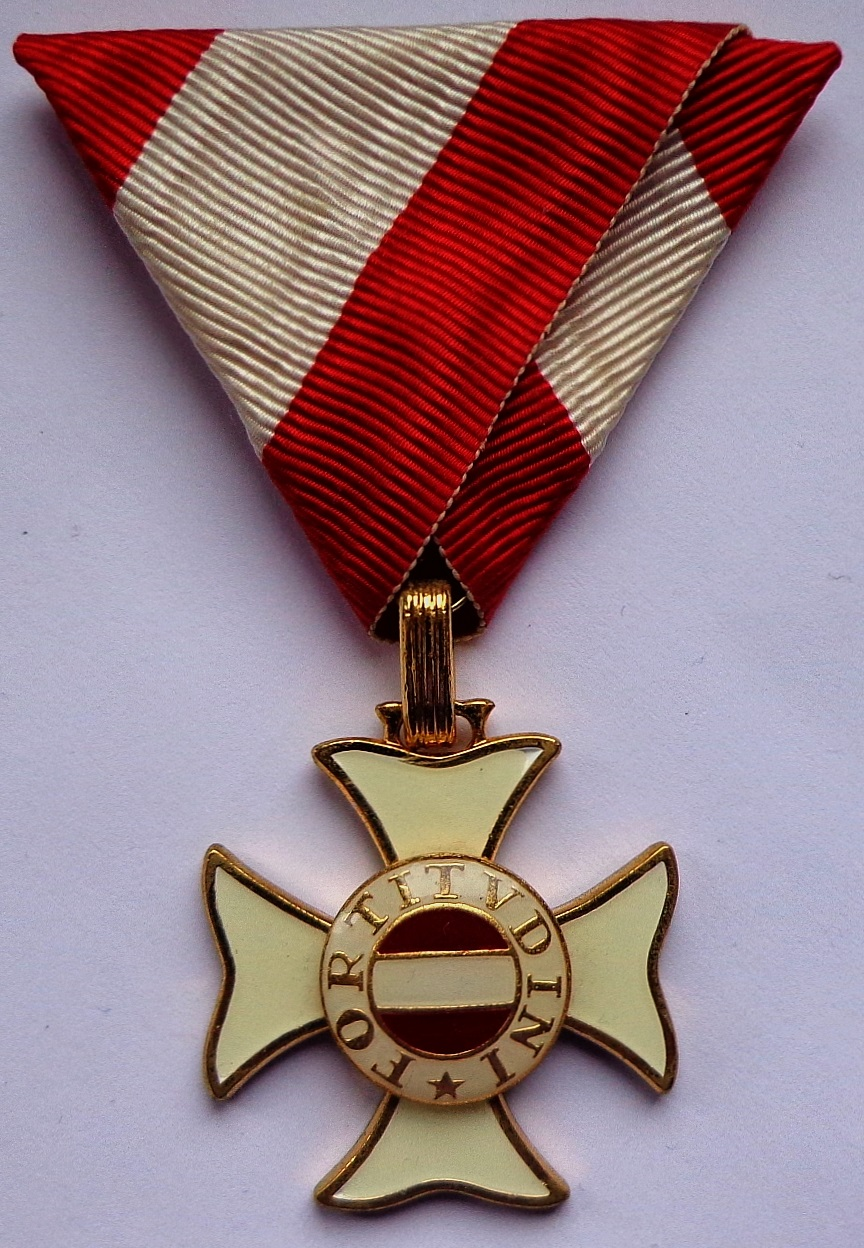
Ritterkreuz des Militär-Maria-Theresien-Ordens

August Franz Johann Christoph Graf von Degenfeld-Schonburg (auch Schomberg; * 10. Dezember 1798 in Groß-Kanicsa (Nagykanizsa), Ungarn; † 5. Dezember 1876 in Altmünster bei Gmunden) war ein österreichischer Feldzeugmeister und 1860–1864 K.k. Kriegsminister.

## Herkunft
Degenfeld-Schonburg war ein Spross des Adelsgeschlechts der Grafen von Degenfeld-Schonburg und Urenkel des preußischen Kriegsministers Christoph Martin II. von Degenfeld (1689–1762). Er gehörte zur Linie zu Ramholz der Degenfeld. Seine Eltern waren Friedrich Christoph von Degenfeld-Schonburg (* 30. September 1769; † 9. Februar 1848) und dessen Ehefrau Luise Charlotte Polyxena von Erbach-Erbach (* 28. Januar 1781; † 3. Mai 1830).

## Leben
Er nahm am Feldzug 1815 als Offizier der Infanterie teil, wurde 1835 Major und war mehrere Jahre Adjutant beim Generalkommando in Böhmen. 1848 führte er als Generalmajor eine Brigade und war 1849 wirksam an der Schlacht von Novara beteiligt.
Im Oktober 1849 wurde Degenfeld-Schonburg zum Feldmarschallleutnant befördert. Er war danach zunächst Vizegouverneur von Mainz, 1850 wurde er Sektionschef im Kriegsministerium. Kaiser Franz Joseph zog ihn 1852 zur Dienstleistung heran, bevor er 1855 Kommandeur des 8. Armeekorps wurde. Im Italienischen Krieg 1859 erhielt er als kommandierender General das Oberkommando im Küstenland.
Im Oktober 1860 wurde Degenfeld-Schonburg zum Feldzeugmeister und Kriegsminister ernannt, legte aber 1864 sein Amt aus Gesundheitsgründen nieder. Während des Deutschen Krieges 1866 trat er vorübergehend wieder in den aktiven Dienst ein und vereinbarte am 26. Juli 1866 die Waffenstillstandskonvention von Nikolsburg.
August Graf von Degenfeld-Schonburg starb am 5. Dezember 1876 in Altmünster bei Gmunden und wurde auf dem evangelischen Friedhof in Gmunden bestattet. Er war verheiratet mit Elizabeth Watson of Clonbrogan and Bossana, Tochter eines irischen Esquires. Aus dieser Ehe gingen ein Sohn Christoph von Degenfeld-Schonburg sowie eine Tochter Sarah von Degenfeld-Schonburg hervor. Sein Sohn Christoph (1831–1908) wurde General der Kavallerie.
Nach Feldzeugmeister Degenfeld-Schonburg wurde ein österreichisches Festungswerk im damaligen Welschtirol benannt.
Es liegt auf einem Bergrücken oberhalb der Ortschaft Piovezzano östlich der Autobahn Trient – Verona etwa auf der geografischen Höhe von Lazise. Auf italienischen Karten ist es als „ex Forte Degenfeld“ ausgewiesen.